# Bandeirante Esporte Clube
Il Bandeirante Esporte Clube, noto anche semplicemente come Bandeirante, è una società calcistica brasiliana con sede nella città di Birigui, nello stato di San Paolo.

## Storia
Il club è stato fondato l'11 marzo 1923. Ha vinto il Campeonato Paulista Segunda Divisão nel 1963, il Campeonato Paulista Série A2 nel 1986 e la Copa Paulista nel 2001.

## Palmarès

### Competizioni statali
- Campeonato Paulista Série A2: 1

1986
- Campeonato Paulista Segunda Divisão: 1

1963
- Copa Paulista: 1

2001